# استان کیندیا
استان کیندیا (به لاتین: Kindia Prefecture) یک منطقهٔ مسکونی در گینه است که در ناحیه کیندیا واقع شده‌است. استان کیندیا ۹٬۶۴۸ کیلومتر مربع مساحت و ۴۳۹٬۶۱۴ نفر جمعیت دارد.